# 이중 전자 포획
이중 전자 포획(double electron capture)은 원자핵의 붕괴방식이다. 핵자 수 A, 원자번호 Z의 핵종(A, Z)에 대해, 이중 전자 포획은 핵종(A, Z-2)의 질량이 더 작을 때 일어난다.
이 붕괴방식에서, 두 개의 궤도 전자가 원자핵의 두 양성자에 포획되어, 두 개의 중성자로 변한다. 두 개의 중성미자가 이 과정에서 방출된다. 양성자가 중성자로 변하기 때문에, 중성자의 수는 2가 증가하며, 양성자의 수 Z는 2가 감소한다. 반면 원자질량 A는 유지된다. 양성자의 수가 바뀜으로서, 이중 전자 포획은 핵종을 새로운 원소로 바꾸게 된다. 크립톤-78이 이중 전자 포획을 통해 셀레늄-78로 변하는 과정은 다음과 같다.
예: {\displaystyle \mathrm {{}_{36}^{78}Kr} +\mathrm {2e^{-}} \rightarrow \mathrm {{}_{34}^{78}Se} +{2\nu }}
이중 전자 포획은 대개 단일 전자 포획 등의 다른 유력한 붕괴방식에 가로막혀 자주 관찰되지 않는다. 하지만, 이 모든 붕괴방식이 금지되거나 강하게 가로막힌다면, 이윽고 이중 전자 포획이 주 된 붕괴방식이 된다. 이중 전자 포획을 겪을 수 있는 동위원소 중 자연적으로 발생하는 것으로는 35개가 있다. 하지만, 이중 실제로 관측된 것은 없다. 하나의 이유는 이중 전자 포획의 확률이 극도로 낮다는 것이다. 이 붕괴 방식에 대한 반감기의 이론적인 예측은 1020년 이상이다. 두 번째 이유는 이 과정에서 생산된 입자중 관측가능한 것은 들뜬 원자 껍질에서 발생하는 X선과 오제 전자뿐이라는 것이다. 이들 입자의 에너지 범위(~1-10 keV)에서는 배경효과가 일반적으로 크다. 그러므로, 이중 전자 포획은 이중 베타 붕괴보다도 실험적 관측이 어렵다.
어미핵과 딸핵의 질량 차이가 전자 두 개의 질량(1.022 MeV)보다 크다면, 그 과정에서 발생하는 에너지는 다른 붕괴방식 - 즉 전자 포획과 동시에 양전자 방출을 유발하기에 충분하다. 동시에 이중 전자 포획도 일어나긴 하지만, 갈래비(Branching ratio, 두 붕괴방식의 비율)은 원자핵의 특성에 의지한다. 질량 차이가 전자 네 개의 질량(2.044 MeV)보다 크다면, 세 번째의 방식인 이중 양전자 붕괴 역시 가능하다. 이 세 방식을 동시에 겪을 수 있는 자연적으로 발생하는 핵종은 단지 6개가 있다.

## 중성미자 없는 이중 전자 포획
위에 언급된 모든 과정은 두 개의 전자를 포획하며, 두 개의 중성미자를 방출하는 이른바 중성미자를 포함한 이중 전자 포획이다. 이는 입자물리학에서의 표준 모형이며, 렙톤 수 보존을 비롯한 어떠한 보존 법칙도 어기지 않는다. 하지만, 렙톤 수가 보존되지 않는다면, 이른바 중성미자 없는 이중 전자 포획이라는 다른 과정 역시 발생할 수 있다. 이 과정에서는, 두 전자가 원자핵에 의해 포획되지만, 중성미자는 방출되지 않는다. 이 과정에서 방출되는 에너지는 내부의 제동복사 감마선에 의해 운반된다. 이 붕괴방식은 실험적으로 관측된 적이 없다. 크립톤-78이 중성미자 없는 이중 전자 포획을 통해 셀레늄-78로 변하는 과정은 다음과 같다.
예: {\displaystyle \mathrm {{}_{36}^{78}Kr} +\mathrm {2e^{-}} \rightarrow \mathrm {{}_{34}^{78}Se} }

## 같이 보기
- 이중 베타 붕괴
- 베타 붕괴
- 전자 포획
- 중성미자
- 입자 복사
- 방사성 동위원소